# دوج هورتون
دوج هورتون (بالإنجليزية:Douglas Horton) هو قسيس بروتستانتي وأكاديمي أمريكي ولد في 27 يوليو عام 1891 ب مدينة نيويورك.و توفى في 21 أغسطس عم 1968 بمدينة راندولف ب الولايات المتحدة الأمريكية.
من اقوله: (ربما لا نحصل على ما نريد لكننا بالتاكيد سنحصل على ما نستحقه).

## التقاعد والوفاة
هورتون متقاعد من جامعة هارفارد في عام 1960 وتوفي بعد ثماني سنوات في التقاعد. كان متزوجا هورتون ل ميلدريد.